# 니가타-고베 왜곡집중대

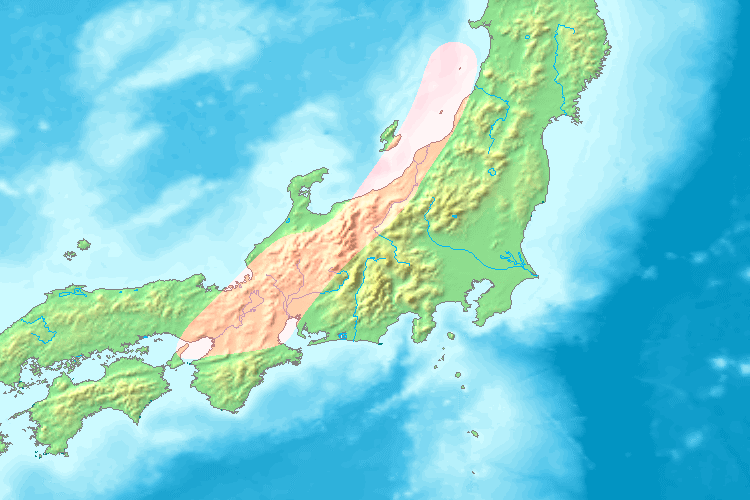
니가타-고베 왜곡집중대의 위치

니가타-고베 왜곡집중대(일본어: 新潟-神戸歪集中帯)은 일본의 왜곡집중대이다.

## 분포
이 왜곡집중대는 다음의 지역에 분포한다.
- 야마가타현 해역
- 니가타현
- 니가타현 해역
- 도야마현의 일부
- 나가노현의 일부
- 기후현의 일부
- 후쿠이현의 일부
- 교토부의 일부
- 시가현
- 미에현의 일부
- 나라현의 일부
- 오사카부
- 효고현의 일부
- 오사카만

## 니가타-고베 왜곡집중대에서 발생한 주요 지진
- 덴쇼 지진
- 게이초 후시미 지진
- 간분 오미-와카사 지진
- 산조 지진
- 교토 지진
- 젠코지 지진
- 히다 지진
- 히에쓰 지진
- 미노-오와리 지진
- 기타타지마 지진
- 기타탄고 지진
- 후쿠이 지진
- 니가타 지진
- 마쓰시로 군발지진
- 나가노현 서부 지진
- 효고현 남부 지진
- 니가타현 주에쓰 지진
- 니가타현 주에쓰 해역 지진
- 2011년 나가노현 북부 지진
- 아와지섬 지진
- 나가노현 가미시로 단층 지진
- 오사카부 북부 지진
- 야마가타현 해역 지진